# Abdul Aziz Issah
Abdul Aziz Issah (Accra, 20 novembre 2005) è un calciatore ghanese, attaccante del Dreams.

## Caratteristiche tecniche
È un esterno offensivo.

## Carriera

### Club
Issah è cresciuto nel settore giovanile del Dreams, dove ha debuttato il 17 settembre 2022 nell'incontro di Premier League vinto 1-0 contro il Kotoku Royals. Ha segnato il suo primo gol in campionato l'8 gennaio 2023, contro il Medeama ed il 19 giugno ha segnato il gol decisivo nella conquista della Coppa di Ghana contro il King Faisal Babies. La stagione successiva ha guidato il suo club fino alle seminfinali di CAF Confederations Cup risultando il capocannoniere della competizione a parimerito con altri tre giocatori,
Il 3 settembre 2024 è stato acquistato in prestito con opzione di acquisto dal Barcellona, che lo ha assegnato alla propria seconda squadra. Ha debuttato in Primera Federación il 6 novembre nell'incontro pareggiato 1-1 contro la Real Sociedad B.

### Nazionale
Ha giocato nella nazionale ghanese Under-20.
Il 31 maggio 2025, in occasione della gara di Unity Cup vinta 4-0 contro Trinidad e Tobago, fa il suo esordio in nazionale maggiore.

## Statistiche

### Presenze e reti nei club
Statistiche aggiornate al 18 novembre 2024.
| Stagione        | Squadra         | Campionato      | Campionato | Campionato | Coppe nazionali | Coppe nazionali | Coppe nazionali | Coppe continentali | Coppe continentali | Coppe continentali | Altre coppe | Altre coppe | Altre coppe | Totale | Totale | Totale |
| Stagione        | Squadra         | Comp            | Pres       | Reti       | Comp            | Pres            | Reti            | Comp               | Pres               | Reti               | Comp        | Pres        | Reti        | Pres   | Reti   |        |
| --------------- | --------------- | --------------- | ---------- | ---------- | --------------- | --------------- | --------------- | ------------------ | ------------------ | ------------------ | ----------- | ----------- | ----------- | ------ | ------ | ------ |
| 2022-2023       | Dreams          | PL              | 25         | 1          | CG              | 4               | 5               | -                  | -                  | -                  | -           | -           | -           | 29     | 6      |        |
| 2023-2024       | Dreams          | PL              | 24         | 7          | CG              | 4               | 5               | CCC                | 12                 | 4                  | -           | -           | -           | 36     | 11     |        |
| Totale Dreams   | Totale Dreams   | Totale Dreams   | 29         | 8          |                 | 4               | 5               |                    | 12                 | 4                  |             | -           | -           | 45     | 17     |        |
| 2024-2025       | Barcellona B    | PF              | 1          | 0          | -               | -               | -               | -                  | -                  | -                  | -           | -           | -           | 1      | 0      |        |
| Totale carriera | Totale carriera | Totale carriera | 30         | 8          |                 | 4               | 5               |                    | 12                 | 4                  |             | -           | -           | 46     | 17     |        |

### Cronologia presenze e reti in nazionale
| Cronologia completa delle presenze e delle reti in nazionale ― Ghana | Cronologia completa delle presenze e delle reti in nazionale ― Ghana | Cronologia completa delle presenze e delle reti in nazionale ― Ghana | Cronologia completa delle presenze e delle reti in nazionale ― Ghana | Cronologia completa delle presenze e delle reti in nazionale ― Ghana | Cronologia completa delle presenze e delle reti in nazionale ― Ghana | Cronologia completa delle presenze e delle reti in nazionale ― Ghana | Cronologia completa delle presenze e delle reti in nazionale ― Ghana |
| Data                                                                 | Città                                                                | In casa                                                              | Risultato                                                            | Ospiti                                                               | Competizione                                                         | Reti                                                                 | Note                                                                 |
| -------------------------------------------------------------------- | -------------------------------------------------------------------- | -------------------------------------------------------------------- | -------------------------------------------------------------------- | -------------------------------------------------------------------- | -------------------------------------------------------------------- | -------------------------------------------------------------------- | -------------------------------------------------------------------- |
| 31-5-2025                                                            | Brentford                                                            | Trinidad e Tobago                                                    | 0 – 4                                                                | Ghana                                                                | Amichevole                                                           | -                                                                    | 60’                                                                  |
| Totale                                                               |                                                                      | Presenze                                                             | 1                                                                    |                                                                      | Reti                                                                 | 0                                                                    |                                                                      |

## Palmarès

### Club

#### Competizioni nazionali
- Coppa del Ghana: 1

Dreams: 2022-2023

### Individuale
- Capocannoniere della Coppa della Confederazione CAF: 1

2023-2024 (4 gol, a parimerito con altri tre giocatori)